# West Vancouver
West Vancouver è una municipalità di distretto della Columbia Britannica, Canada, confinante col capoluogo Vancouver. Ha una popolazione di 42.131 persone.
Nel 2010 ha ospitato alcune gare dei XXI Giochi olimpici invernali.